# Carlo Perini
Pour les articles homonymes, voir Perini.
 (janvier 2020).
Si vous disposez d'ouvrages ou d'articles de référence ou si vous connaissez des sites web de qualité traitant du thème abordé ici, merci de compléter l'article en donnant les références utiles à sa vérifiabilité et en les liant à la section « Notes et références ».
Carlo Perini est un médecin et un naturaliste italien, né le 6 février 1817 à Trente et mort le 29 décembre 1883 dans cette même ville.

## Biographie
Après des études à Trente, il part étudier la médecine à Padoue où il suit les cours de Giuseppe Giovanni Antonio Meneghini (1811-1889) qui lui transmet sa passion pour l’histoire naturelle et la botanique en particulier. Il est diplômé de médecine en 1843, en chirurgie en 1844 et en obstétrique en 1844. De retour dans sa région natale, il travaille auprès d’orphelinat de diverses villes.
Incité par son frère Agostino Perini (1802-1878), naturaliste, il abandonne l’exercice de la médecine pour se consacrer à l’histoire naturelle. Il s’intéresse particulièrement à la flore de l’Italie du nord. Avec son frère, il fonde une imprimerie à Trente. Mais, à la suite de la publication par celle-ci du journal officiel du gouvernement autrichien, il doit fermer cette entreprise en 1856. Il se consacre alors au journalisme et collabore à divers journaux et périodiques patriotiques. Il fait paraître un livre sur l’histoire de Trente.